# 真福寺 (横浜市青葉区)
真福寺（しんぷくじ）は、神奈川県横浜市青葉区にある真言宗豊山派の寺院。旧小机領三十三所観音霊場の第二十番札所。

## 歴史
創建は不明であるが、文化13年（1816年）に作成された『新編武蔵風土記稿』には真福寺の記載があるのでそれ以前と考えられている。また、同書によれば墓所の墓の年号より天和2年（1682年）以前の可能性ありと指摘されている。大正10年（1921年）ころ廃寺になっており、真福寺跡と呼ばれている。場所は、現在の宿自治会付近にあったが、墓地を残すのみで当時をしのぶものはない。
『新編武蔵風土記稿』によれば、当時の境内には薬師如来坐像を安置する客殿、釈迦立像を祀る釈迦堂、稲荷天神の合社があったという。
一方、寛政元年（1789年）に造立されていた観音堂に（ただし観音堂自体は享保年間（1716年〜1736年）にあったとされている）、廃寺になった真福寺の薬師如来と釈迦如来立像および同時期廃寺となった無量寺の阿弥陀如来立像も移し、千手観音立像とともに合祀され、現在の真福寺となった。
また、明治6年（1873年）7月に勸福寺に開校された荏田学舎が明治7年6月には当寺に移されており、これがのちに山内小学校となっている。

## 境内

### 本堂
現在の本堂は、1789年に現在の場所に観音堂として建立された。正面3間、側面5間で宝形造の建物であり、千手観音立像が安置されている。釈迦如来立像と阿弥陀如来立像が眞福寺や無量寺から移座され、多種の信仰を持つ堂となっている。

### 銘木
境内には、横浜市の名木古木として指定されている樹木が2つある。1つは樹齢200年ほどと推定されるイチョウ、もう1つは樹齢400年ほどと推定されるカヤである。

### その他
- 庫裏[7]
- 収蔵庫 - 国の重要文化財に指定されている釈迦如来立像が保管されている[4]。
- 石像物[5][9]
  - 舟形仁王像（天和2年）
  - 宝篋印塔（文化10年）
  - 大日如来坐像安置角柱（旧小机領三十三ヶ所観音霊場第二十番札所）（享和2年）
  - 敷石供養塔（安政3年）
  - 庚申塔（文政11年）
  - 角柱神名碑（明治43年） － 「咳 大明神」
- 地蔵堂（宝暦12年）[9]

## 文化財

### 重要文化財（国指定）
木造釈迦如来立像
鎌倉時代後期に制作された清凉寺式釈迦如来像で、カヤ材の寄木造である。清凉寺式釈迦如来像とは京都清凉寺の本尊釈迦如来像を模して造られた像である。清凉寺の釈迦如来像は東大寺僧の奝然（ちょうねん）が宋から将来した像であり、インドの優填王（ウダヤナ）が釈迦の在世中に造立したとされるいわゆる「優填王思慕像」を模刻したものである。清凉寺像はインド、中国そして日本と伝来した「三国伝来の霊像」として広い信仰を集め、鎌倉時代には清凉寺像を模した釈迦如来像が各地で制作された。清凉寺式釈迦如来像の多くは像内の銘記、納入品などで像の制作経緯が明らかとなっている事例が多いが、真福寺像にはそのような史料が無く、制作経緯ははっきりとしていない。真福寺像は清凉寺の原像と比較して変容している箇所も見られるものの、原像の持つ異国的な風貌を表現しようとしている面も指摘できる。造立時期は鎌倉時代後期と考えられ、神奈川県下の清凉寺式釈迦像のなかでは極楽寺、称名寺のものと比較して清凉寺の原像に近いものであり、時代的に遡るものであると評価されている。

### 神奈川県指定重要文化財
木造千手観音立像
平安時代後期の作風をもち、関東における千手観音像の古例の一つと考えられる。頭体の主要部分をヒノキの一木から彫り出している。頭頂の仏頭、体側の四本の脇手の肘から先、両足先などは欠けたものを後世補っている。千手観音像は四十二臂で「千手」を代表させるのが通例だが、本像は八臂となっている。

### 横浜市指定有形民俗文化財
荏田真福寺奉納絵馬および奉納額一括
真福寺の前身のひとつである観音堂は、小机領三十三ヶ所子年の観音霊場の第二十番札所に指定されるなど、真福寺は近隣の観音信仰の中心となった。特に子年の4月には御開帳が行われ、多くの信者を集めていた。その他、釈迦如来、薬師如来が安置されるようになるなど、近世、真福寺は様々な民間信仰を集めるようになっていた。このような中で、庶民の様々な願いを込めた絵馬が奉納された。最古の絵馬は1800年（寛政12年）に奉納されたものであり、また観音堂が創建された1789年（寛政元年）、創建直後に奉納されたと考えられる扁額が残されている。そして子年の観音御開帳に合わせて多くの絵馬、扁額が奉納された。

## 年中行事
- 4月8日・8月17日 双盤念仏[13]

## 交通アクセス
- 鉄道
  - 東急田園都市線 江田駅下車、徒歩12分[4]

## 参考画像

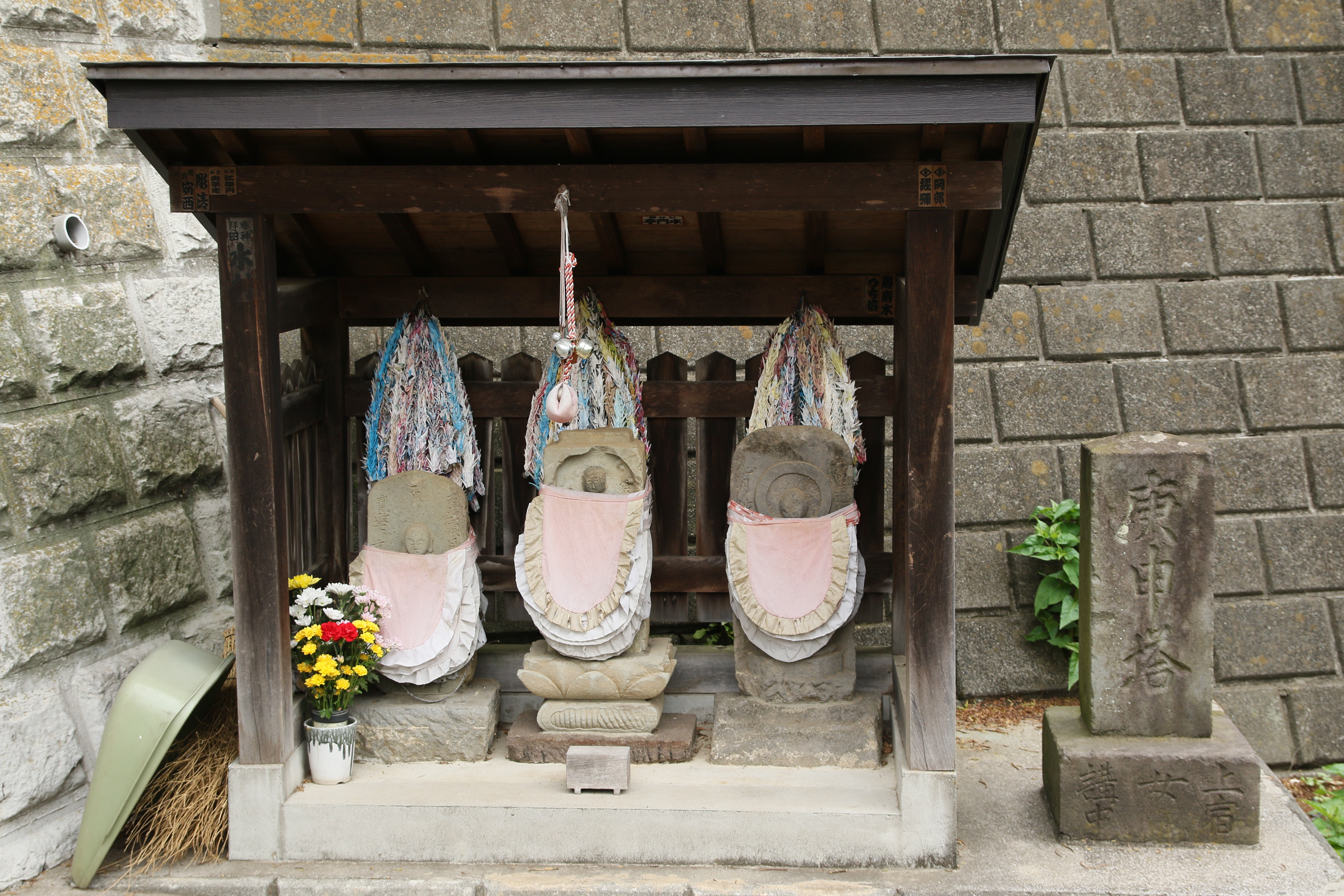
門前の地蔵堂と庚申塔
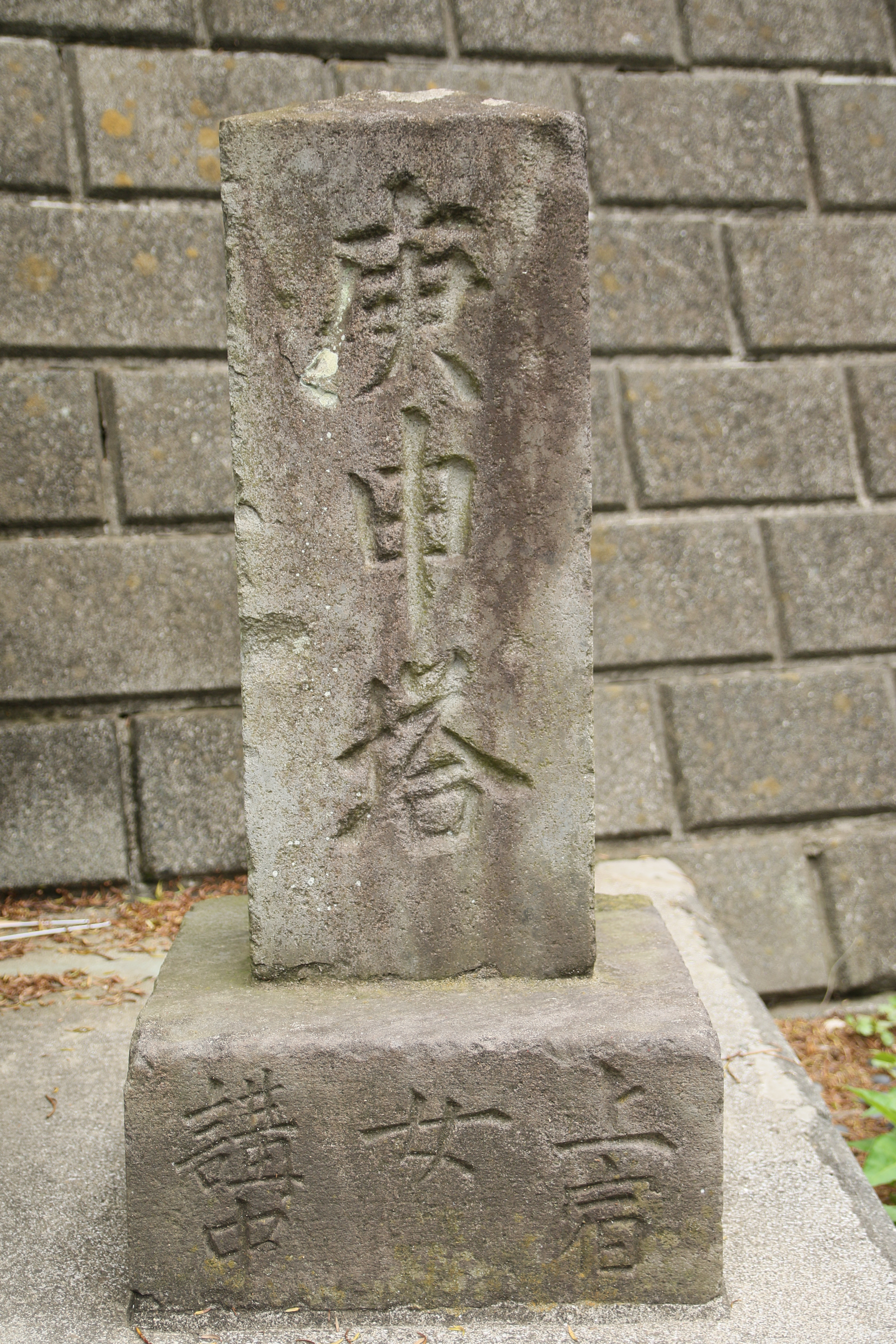
門前の庚申塔
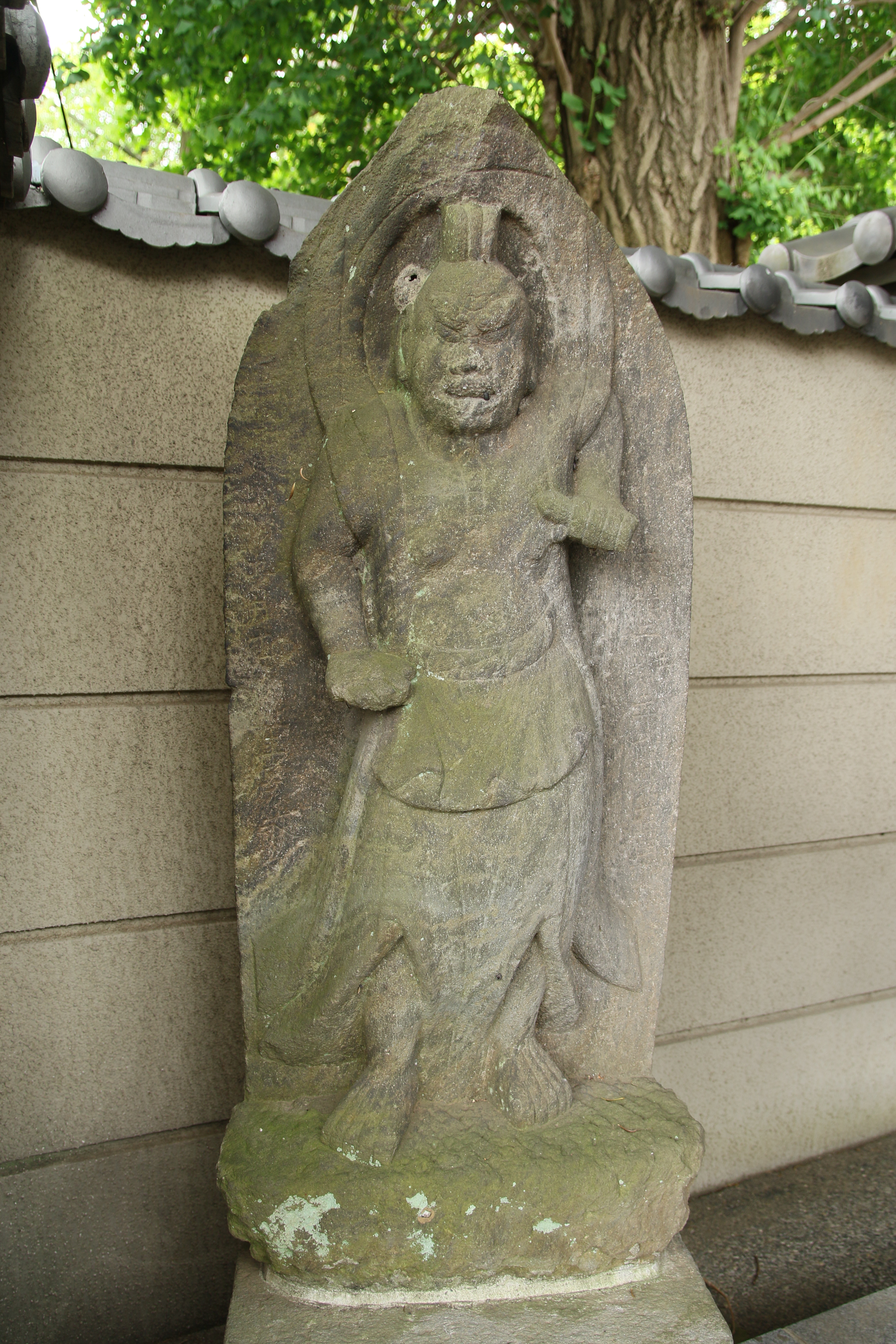
舟形仁王像(阿形)
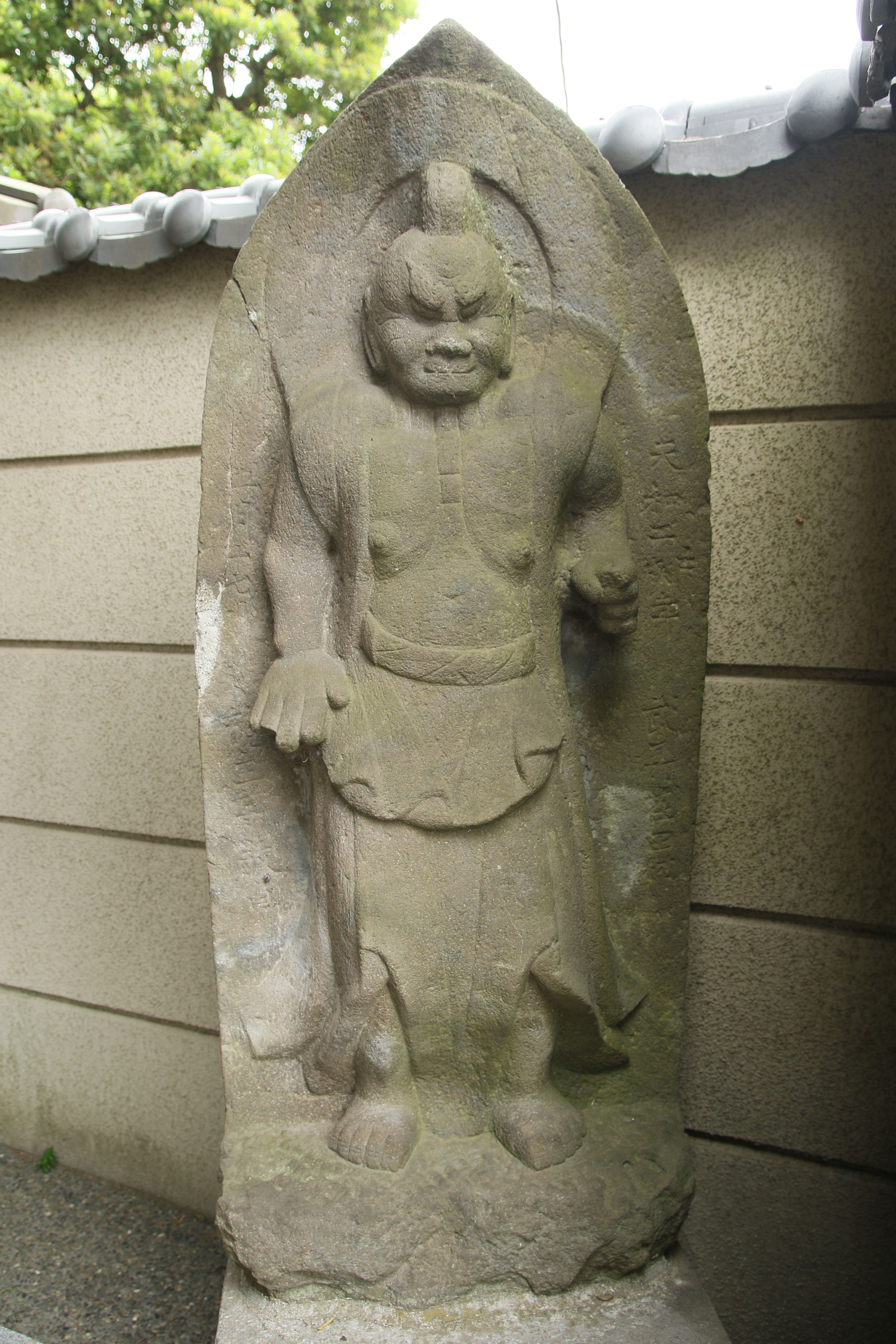
舟形仁王像(吽形)
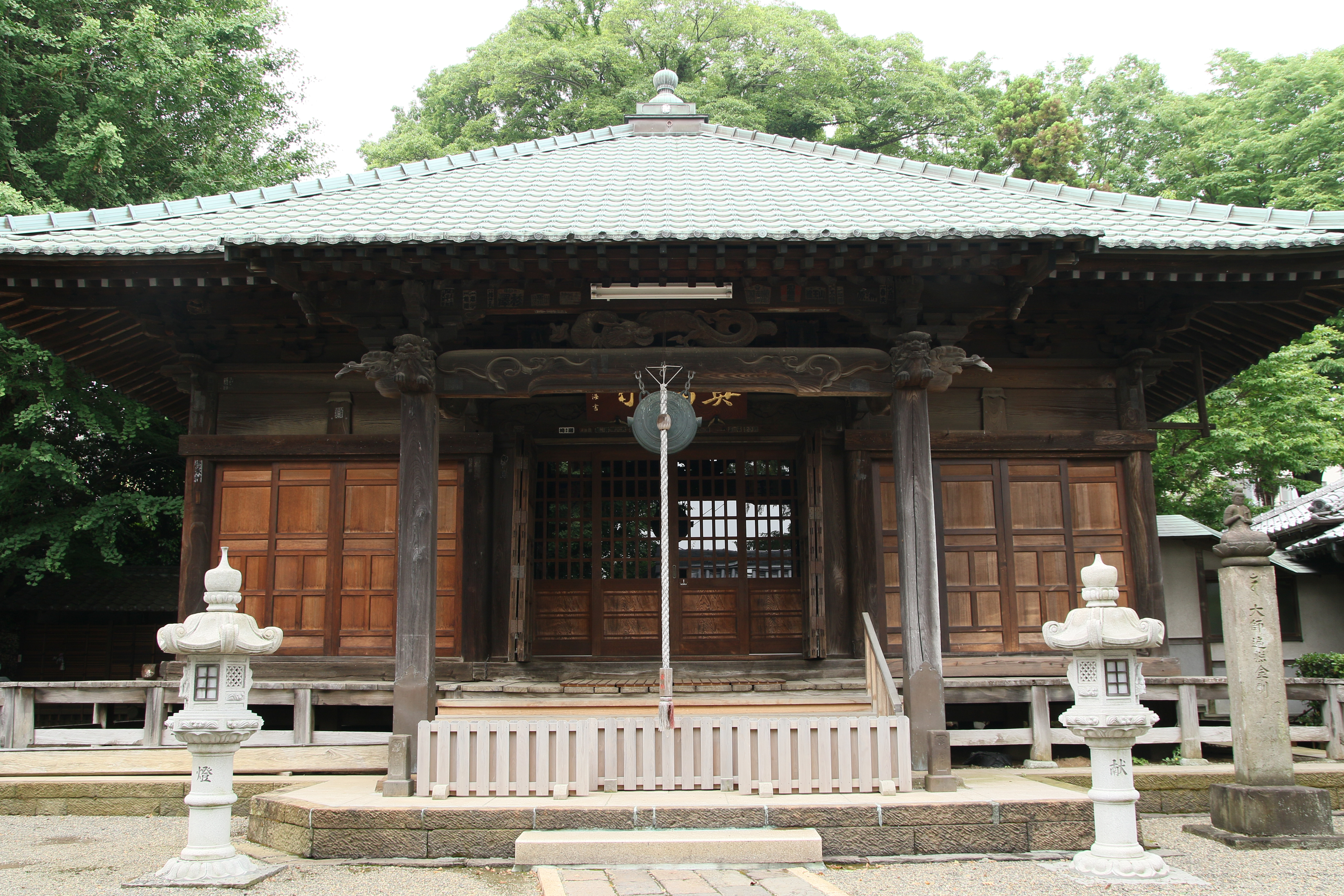
本堂
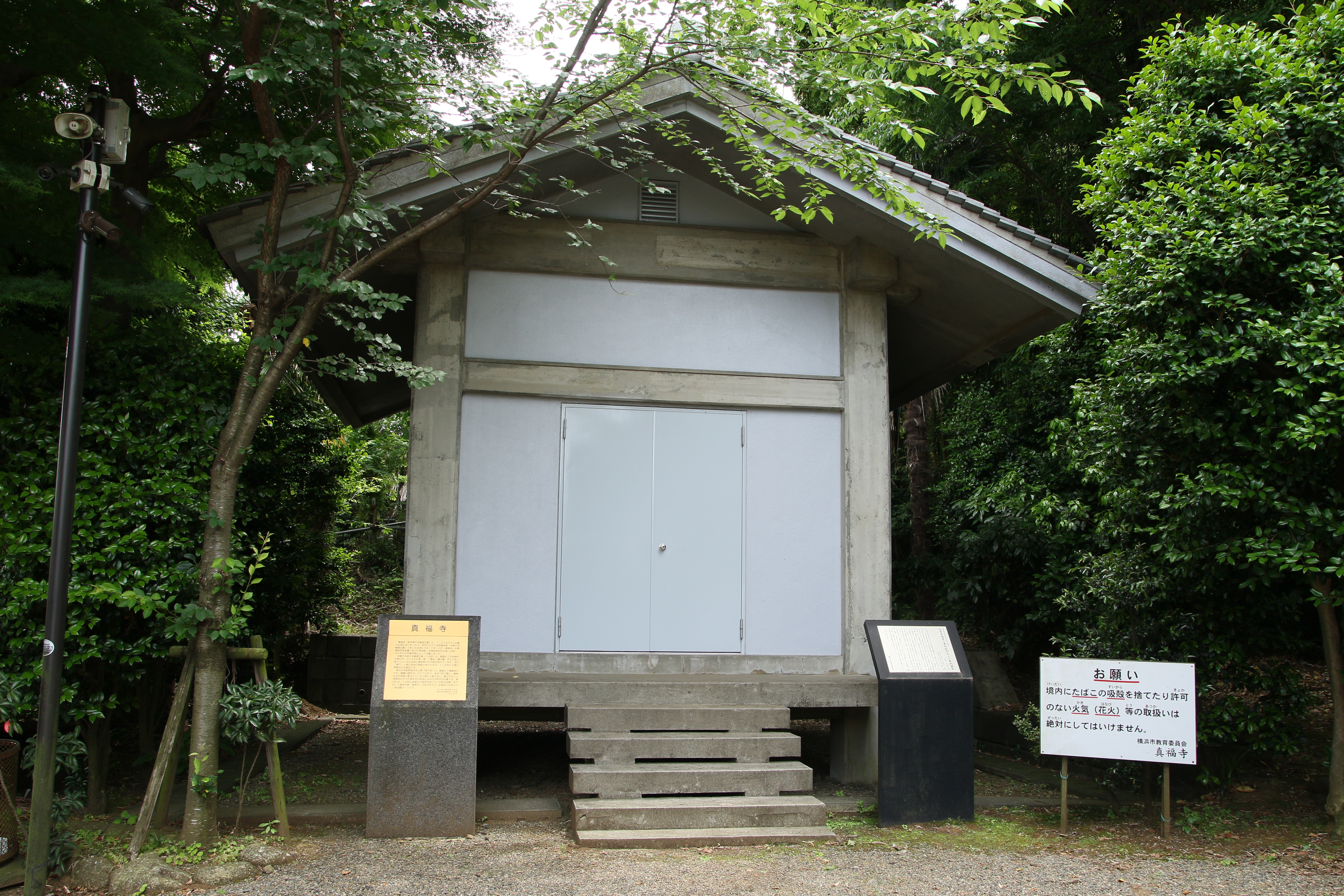
収蔵庫
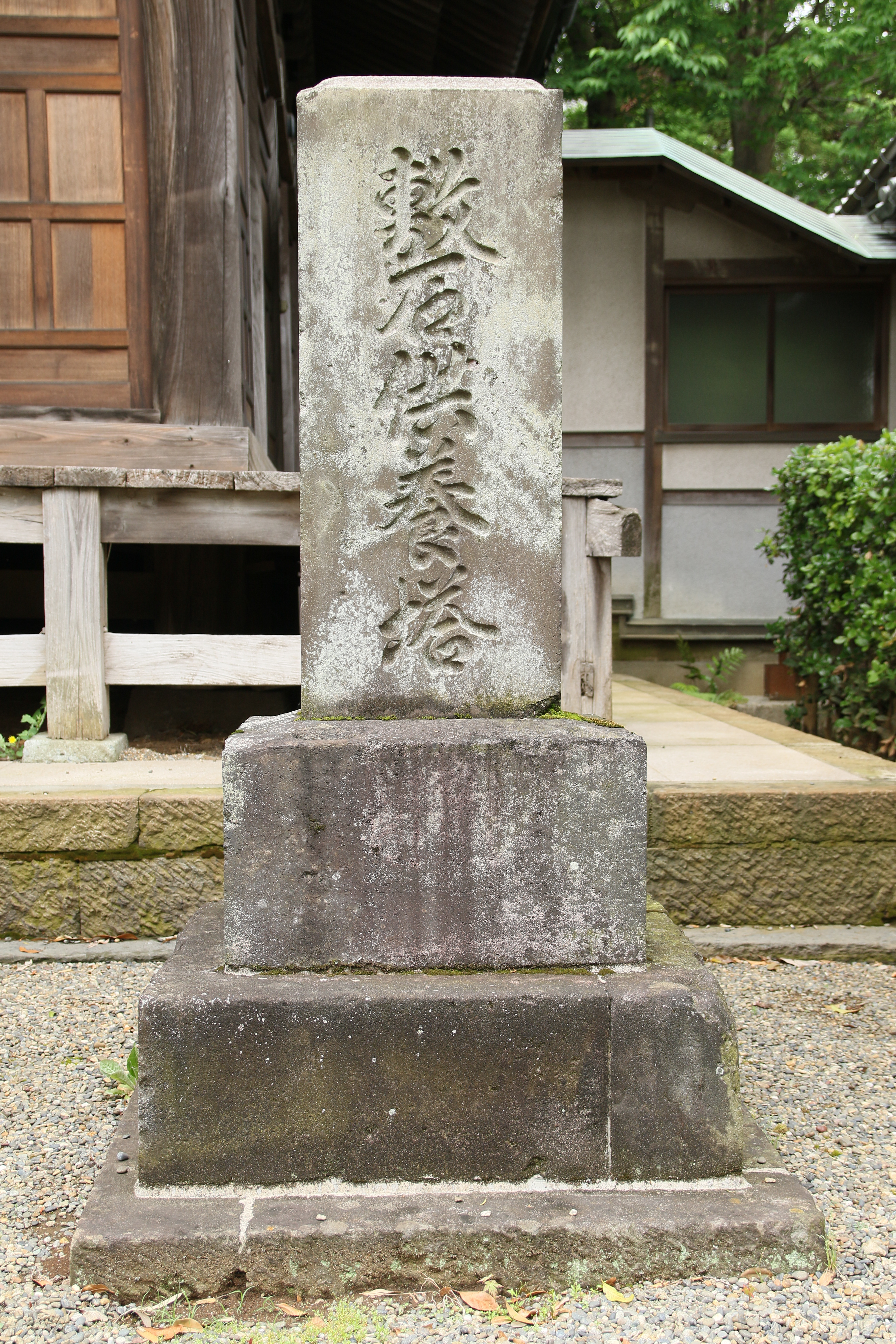
敷石供養塔
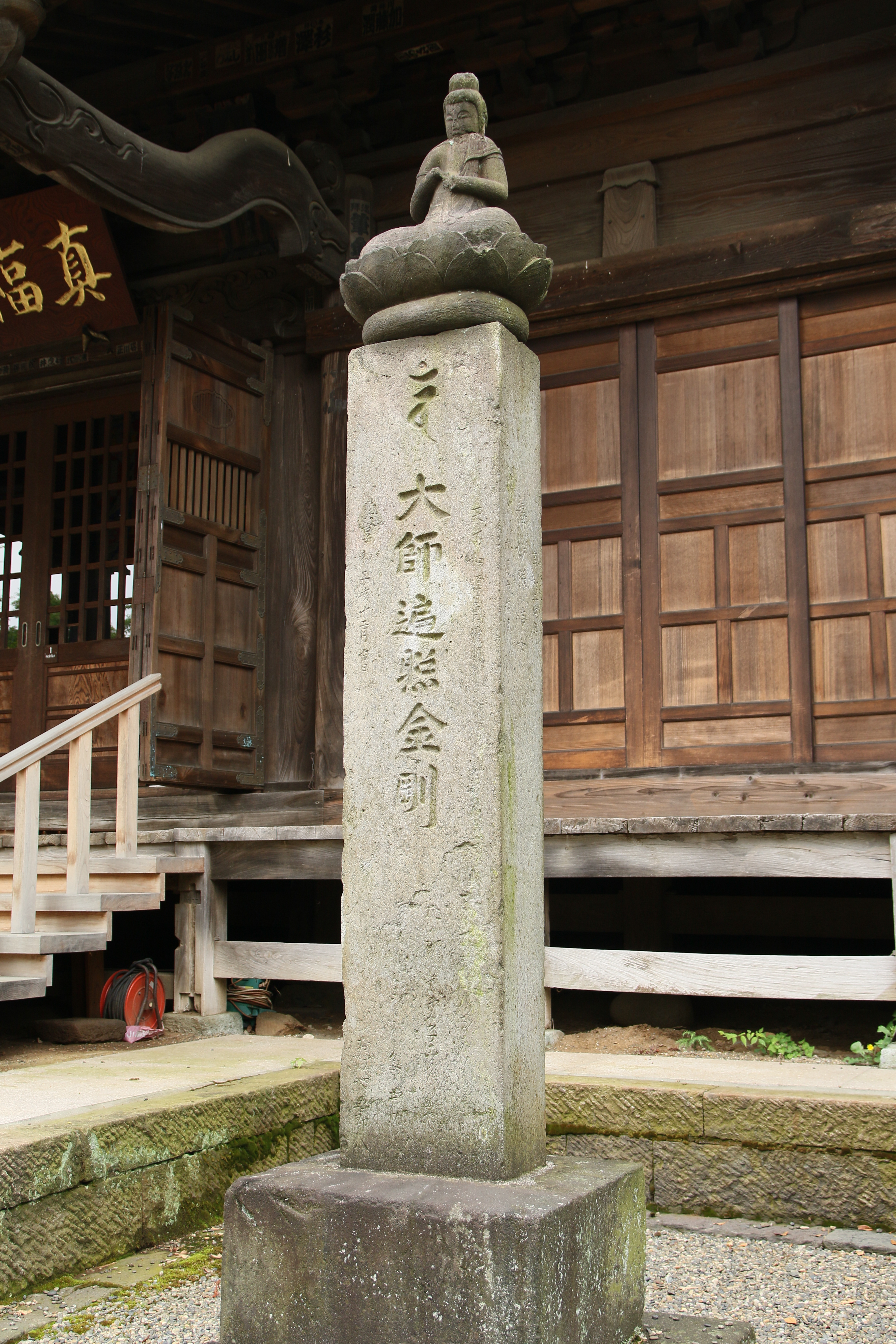
大日如来坐像安置角柱(札所碑)
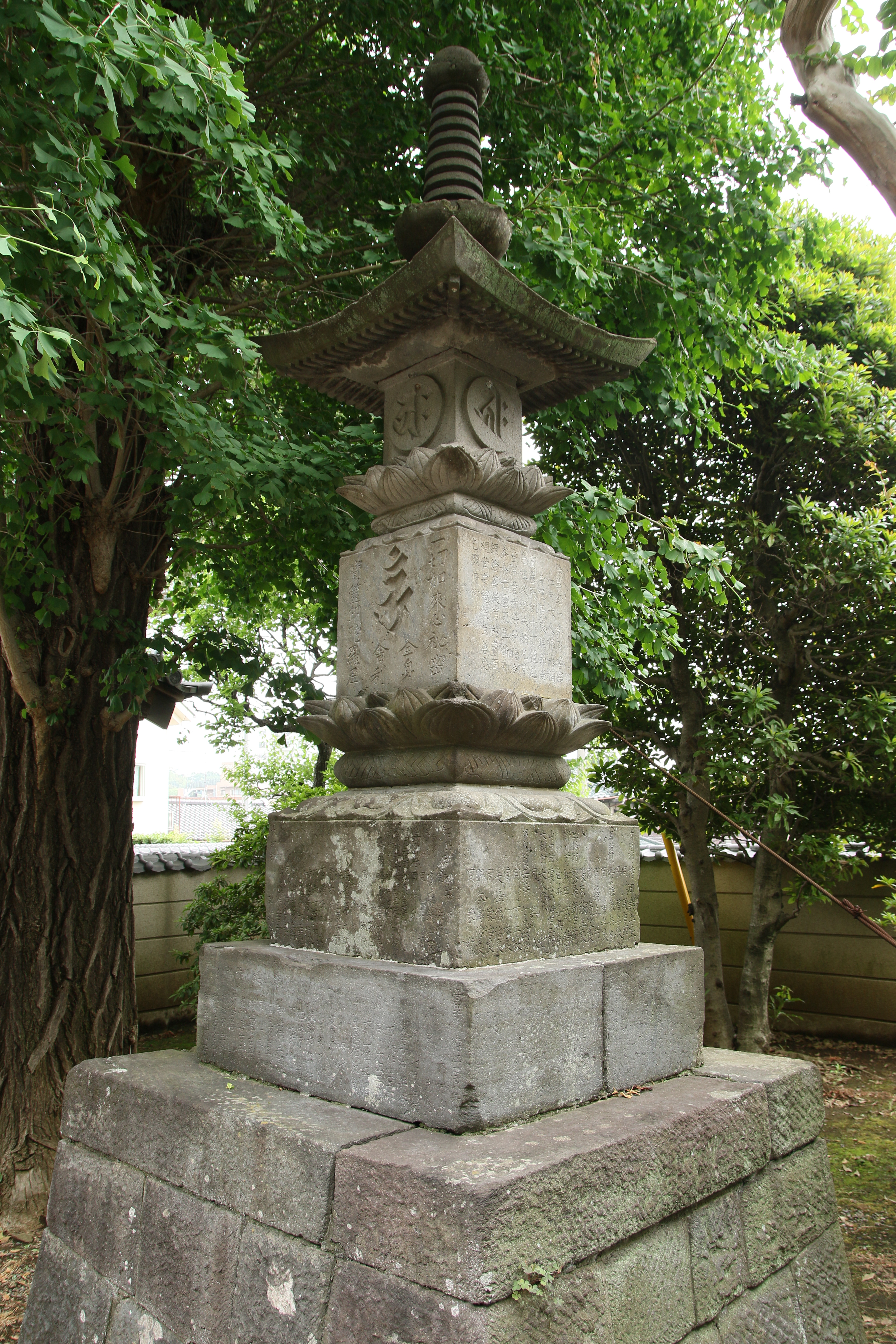
宝篋印塔
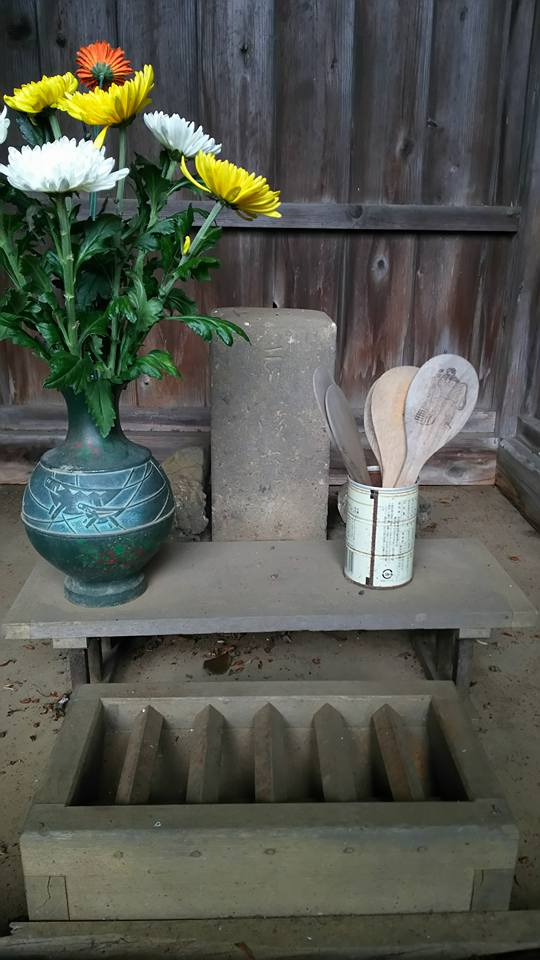
角柱神名碑 － 咳 大明神
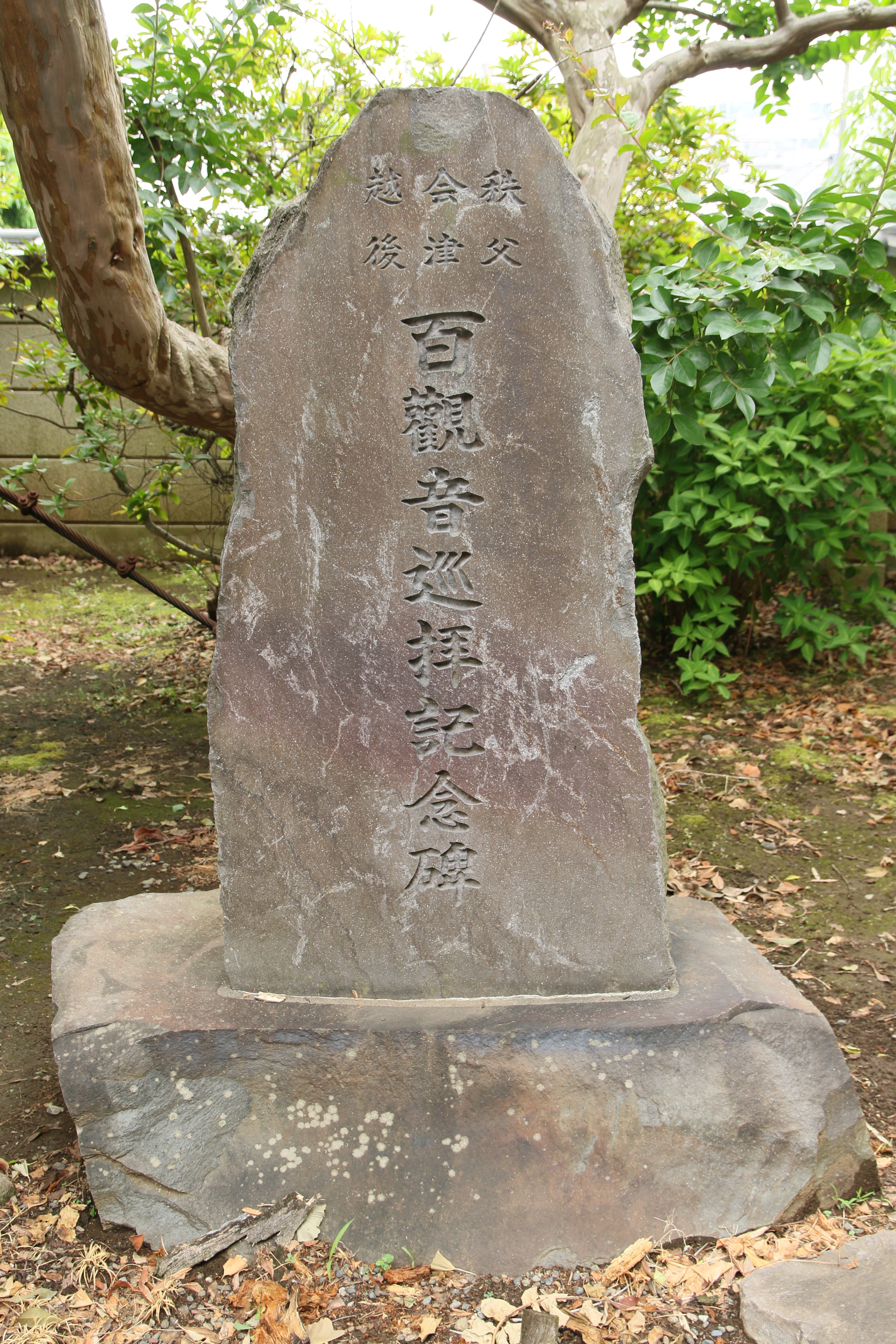
百観音巡拝記念碑
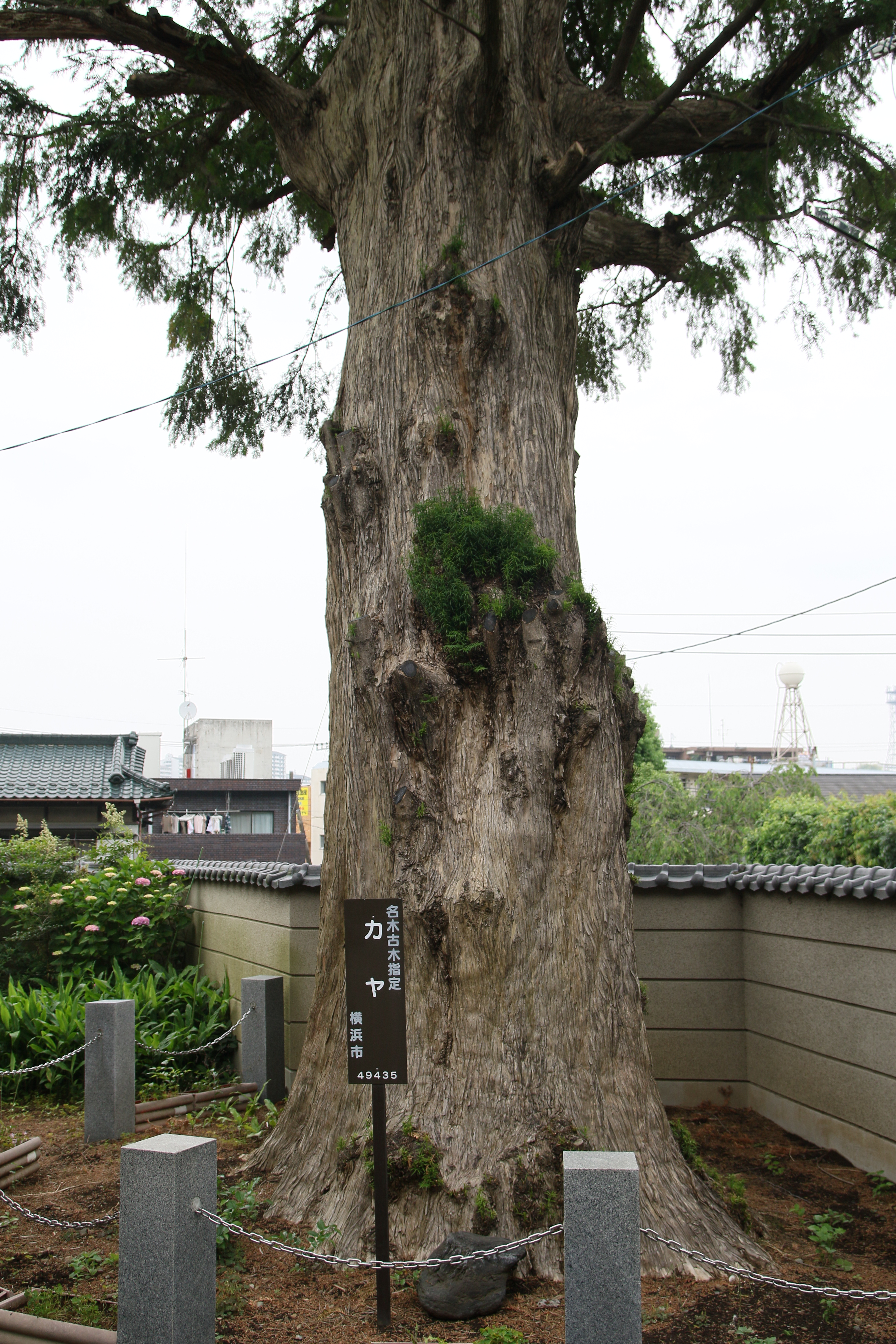
横浜市名木古木指定のカヤの木
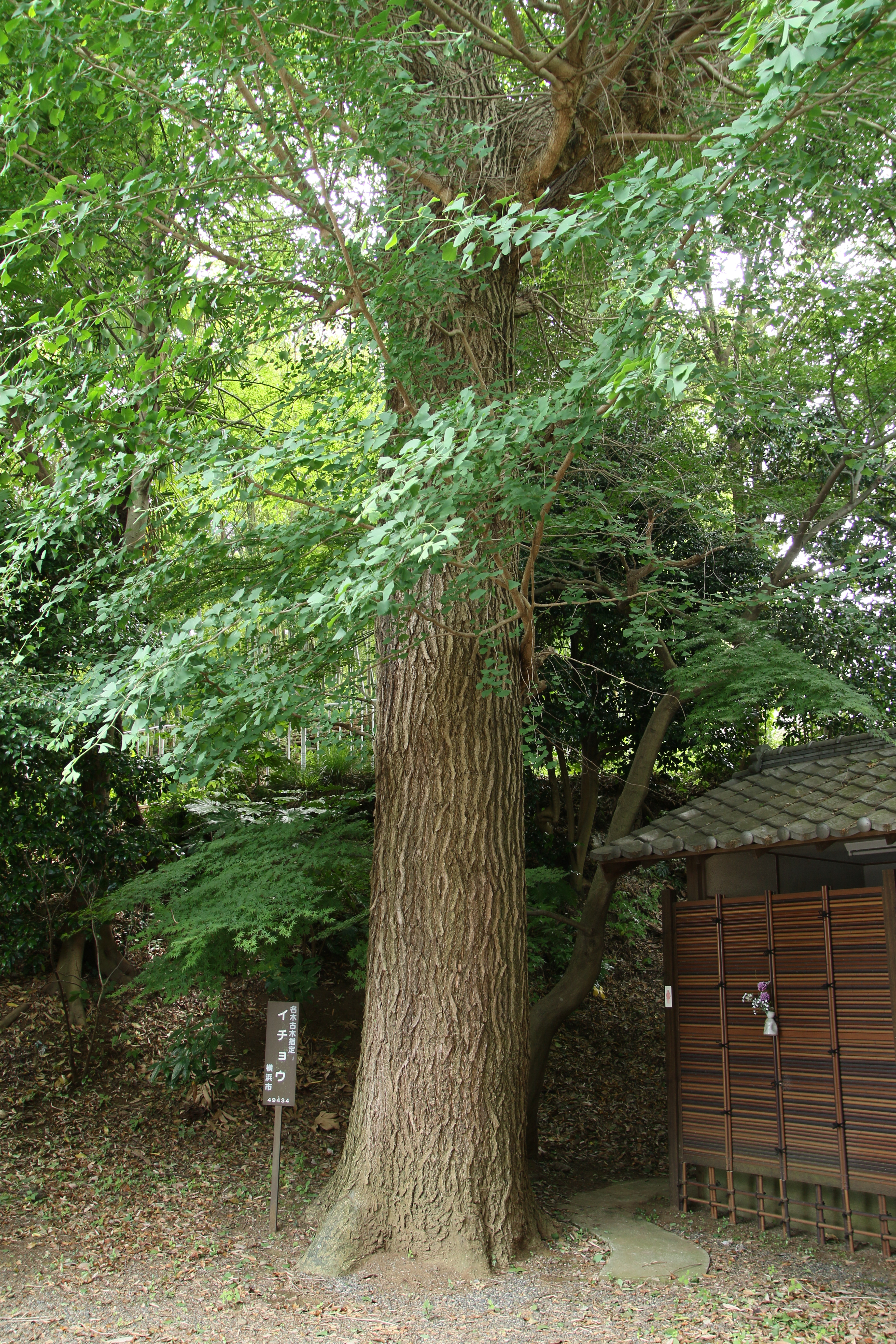
横浜市名木古木指定のイチョウの木